# Legendary (The Summer Set)
Legendary è il terzo album in studio del gruppo musicale pop rock The Summer Set. È stato pubblicato il 16 aprile 2013.

## Critica
| Recensione        | Giudizio |
| ----------------- | -------- |
| AbsolutePunk      | [ 6 ]    |
| AllMusic          | [ 1 ]    |
| Alternative Press | [ 2 ]    |
| idobi             | [ 3 ]    |

L'album ha raggiunto la 53ª posizione nella classifica statunitense Billboard 200. L'album si è anche posizionato al numero 12 sulla Billboard Independent Albums.

## Tracce
1. Maybe Tonight – 3:34
2. Jukebox (Life Goes On) – 3:44
3. Boomerang – 3:31
4. Lightning in a Bottle – 4:07
5. Heart on the Floor (feat. Dia Frampton) – 3:50
6. Fuck U Over – 3:44
7. Happy for You – 3:44
8. The Way We Were – 3:06
9. 7 Days – 3:48
10. Someday – 3:23
11. Rescue – 3:25
12. Legendary – 5:09

Durata totale: 45:05
Tracce bonus nell'edizione deluxe
1. One Night – 4:17
2. Welcome to the World – 3:27
3. Slip Away – 3:51
4. Accidental Billionaires – 3:38
5. Lightning in a Bottle (alternate version) – 4:06

## Formazione
- Brian Dales – voce
- John Gomez – chitarra solista
- Stephen Gomez – basso
- Josh Montgomery – chitarra
- Jessica Bowen – batteria